# Merveilleuse Angélique
Pour les articles homonymes, voir Angélique.
Série
Angélique, Marquise des anges
(1964) Angélique et le Roy
(1966)
Pour plus de détails, voir Fiche technique et Distribution.
Merveilleuse Angélique est un film franco-germano-italien, réalisé par Bernard Borderie d'après un roman d'Anne et Serge Golon, sorti en 1965.

## Synopsis
Le film commence sur une scène rocambolesque : Conan Bécher, le moine inquisiteur qui a plaidé contre le comte de Peyrac, l'accusant de sorcellerie et le condamnant aux flammes de la place de Grève, est poursuivi dans Paris par des bandits qui le traînent jusque dans le repaire de Calembredaine, alias Nicolas. Un bûcher lui a été préparé pour venger la mort de Joffrey ; mais Bécher, terrifié par l'idée du supplice qu'on lui promet, meurt sur le coup, laissant bras ballants ses bourreaux, qui pour oublier leur frustration, s'empressent de fêter sa mort dans l'alcool.
Pendant que tous les bandits festoient, Angélique se morfond dans sa luxueuse chambre. Nicolas la rejoint, et ne parvenant pas à lui faire passer sa mélancolie, tente plutôt sa chance ; Angélique cède finalement, ruminant cependant sa vengeance contre tous ceux qui ont fait son malheur. Calembredaine et toute sa bande sont aux petits soins avec leur marquise, ce qui n'est pas du goût de la Polak, une prostituée jalouse, qui attise un peu le mécontentement général contre elle. Lorsqu'Angélique détourne un chien bien connu d'elle (au cours d'une fuite de Barcarole, un nain de la troupe de Calembredaine), sa rivale profite de cette occasion pour enjoindre Nicolas à se débarrasser d'elle sous prétexte qu'elle fricote avec la police : en effet, le chien qu'elle avait su calmer n'est autre que Sorbonne, le chien de François Desgrez, l'avocat de Joffrey, devenu policier. Angélique s'explique de cette connaissance, mais elle n'est pas passée inaperçue : le Grand Coërse, bandit rival de Calembredaine, envoie un de ses émissaires chercher Angélique pour qu'elle s'explique de ses accointances avec la police, tricherie aux yeux de ces brigands qui estiment leur pacte de plus ou moins non agression conclu avec Calembredaine comme rompu. Nicolas choisit plutôt de se battre contre l'émissaire. Après un combat où il sort perdant, l'envoyé du Grand Coërse monte en épingle la situation et propose à son chef une vengeance : ils s'allieraient à la police pour tendre une embuscade à la bande de Calembredaine à la fête prochaine.
Comme le tout Paris populaire s'empresse de participer à la fête où comédiens et autres artistes font démonstration de leurs arts, Nicolas échappe de peu au poignard de l'émissaire de Coërse puis engage ses gens dans une bataille entre les deux clans, jusqu'à ce que la police arrive avec des renforts. Il s'enfuit ensuite avec Angélique, mais n'échappe pas à la balle d'un des policiers, et meurt dans les bras d'Angélique.
Pendant ce temps, le Grand Coërse a fait dévaliser le repaire de Calembredaine, enlevant les enfants et les richesses, puis laissant la police attraper les prostituées qui s'y trouvent et les punir. Comme le capitaine de la garde (complètement saoul) cherche à profiter des charmes d'Angélique, celle-ci lui demande la permission d'aller chercher ses enfants avec l'aide de ses policiers, et promet qu'elle reviendra ensuite lui accorder ses faveurs. Elle récupère ses deux fils chez des bohémiens à qui on avait vendu le plus jeune, puis les confie à l'aubergiste du "Coq hardi".
Angélique, dans un instant de rêverie, fait plus tard la connaissance d'un aimable jeune homme, qui se présente comme le Vent, mais est plus connu sous le nom de Poète crotté. Il rédige des pamphlets et est recherché par la police.
Angélique reprend le Coq Hardi qu'elle baptise "Le Masque rouge" et fait prospérer cette modeste auberge, qui devient vite un endroit chic et réputé. Un soir, une douzaine de courtisans masqués et fin saouls s'emparent de Linot, un garçon qu'Angélique avait pris sous son aile après la déroute du clan de Calembredaine, et cherchent à le sacrifier. Un duel s'engage entre deux courtisans, dont le marquis de Plessis-Bellières (cousin d'Angélique), qui refuse cette immolation. Cependant l'un d'eux tue l'enfant, l'assassin se révélant ensuite être le frère du roi. Angélique les chasse bientôt, mais les bouteilles qu'ils ont jetées dans le feu transforment bientôt la petite gargote en brasier. Angélique a tout perdu à nouveau, et ce par la faute des mêmes courtisans qui avaient juré sa perte autrefois, impliqués dans le complot contre le roi et qu'elle seule pouvait dénoncer.
Pour se venger, Angélique décide de révéler par pamphlets successifs (soigneusement rédigés par le Poète crotté) les noms des courtisans responsables de l'incendie de son auberge et complices de la mort de Linot ; le tout Paris suit ces accusations, qui inquiètent bientôt le roi, qui reconnaît là les Grands de la Cour et les amis de son frère. Craignant que ces pamphlets ne dénoncent son frère comme l'assassin de l'enfant, il offre par l'entremise de François Desgrez de l'argent et de nombreux avantages à Angélique pour qu'elle se taise et réalise son rêve : fonder une chocolaterie. Plus tard, le Poète crotté sera attrapé et pendu sur ordre de Monsieur, ce dont Angélique se sent responsable.
Sa chocolaterie devient vite un endroit à la mode et rend Angélique riche et prospère. Cependant la belle caresse un rêve plus grand : elle rêve de revenir à la Cour et de regagner un titre de noblesse. Cette ambition gravite rapidement autour de son cousin le marquis de Plessis-Bellières, qu'elle veut épouser. Celui-ci lui avoue vouloir vendre la propriété familiale, où il a grandi et où il a connu sa cousine : Angélique décide de la racheter pour la lui offrir comme cadeau de mariage. Après de nombreuses disputes, Angélique se retrouve à nouveau menacée par les conjurés qui, après l'arrestation de Fouquet, craignent d'être entraînés dans sa chute, car ils avaient conclu avec lui le pacte de tuer le roi, ce qu'avait empêché Angélique. Ils jurent donc sa mort, mais le marquis de Plessis-Bellières propose plutôt d'aller chercher la cassette (preuve de leur complot) qui avait été cachée dans la propriété familiale, où s'est réfugiée Angélique. Elle lui propose un marché : la cassette contre sa main. Mais au moment de passer devant le notaire pour préciser l'acte de mariage, elle se ravise et s'enfuit, tandis que son cousin fait disparaître la cassette dans un étang proche.
De retour à Paris, Angélique est invitée (convoquée, faut-il dire) en tant que Sancé de Monteloup à la promenade du roi, où son cousin la présente à Louis XIV et demande au monarque sa bénédiction pour leur mariage. Ainsi coincée, Angélique se voit dans l'obligation d'épouser son cousin, idée qui finalement la ravit. L'espace d'un instant, le roi a semblé reconnaître la comtesse de Peyrac mais se ravise finalement et bénit les futurs mariés.

## Fiche technique
- Titre original : Merveilleuse Angélique
- Réalisation : Bernard Borderie
- Assistant réalisateur : Tony Aboyantz
- Scénario : Claude Brulé, Bernard Borderie, Francis Cosne, d'après le roman d'Anne et Serge Golon "Le Chemin de Versailles"
- Dialogue : Daniel Boulanger
- Décors : René Moulaert
- Costumes : Rosine Delamare
- Photographie : Henri Persin
- Son : René Sarazin
- Montage : Christian Gaudin
- Musique : Michel Magne
- Production : Raymond Borderie, Francis Cosne
- Sociétés de production : 
  - France : Francos Films, CICC
  - Italie : FonoRoma
  - Allemagne : Gloria-Film GmbH
- Société de distribution : SN Prodis
- Pays de production :  France,  Italie et  Allemagne de l'Ouest
- Langue originale : français
- Format : Couleur — 35 mm — 2,35:1 — son Mono
- Genre : film d'aventure, film historique
- Durée : 100 minutes
- Date de sortie : France : 7 juillet 1965

## Distribution
- Michèle Mercier : Angélique de Peyrac
- Claude Giraud : Philippe de Plessis-Bellière
- Jean Rochefort : François Desgrez
- Jean-Louis Trintignant : Claude Le Petit dit le Poète crotté
- Giuliano Gemma (V.F. : Jacques Thébault) : Nicolas, alias Calembredaine
- Jacques Toja : Louis XIV
- Robert Porte : Monsieur, frère du Roi
- François Maistre : Le prince de Condé
- Noël Roquevert : Bourjus
- Claire Maurier : Ninon de Lenclos
- Roberto (it) (VF : Jacques Balutin) : le nain Barcarole
- Ernst Schröder (V.F. : Philippe Noiret) : capitaine du Châtelet
- Denise Provence: Barbe
- Gino Marturano (V.F. : Roger Rudel) : Rodogune L'Égyptien
- Rosalba Neri  (V.F. : Rosy Varte) : La Polak
- Henri Cogan : Cul-de-Bois
- Nadia Barentin : Jacqueline
- Jacques Hilling : M° Molines
- Charles Régnier : Conan-Bécher
- Jacques Castelot : Archevêque de Toulouse
- Patrick Lemaître : Flipot
- Elisabeth Ercy : Rosine
- Dominique Viriot : Linot
- Pietro Tordi : Le Grand Coërse
- Serge Marquand : Jactance
- Robert Hoffmann : Le chevalier de Lorraine
- Michael Münzer : Beau Garçon
- Malka Ribowska : La marquise de Brinvilliers
- Umberto Raho : Sergent rafle
- Paul Mercey : Balgrain
- Olivier Hussenot : Arracheur de dents
- Raoul Billerey : Gentilhomme
- Rico Boïdo : Jean Pourri
- Carole Lebesque : Colombine
- Gloria France : mère Bolduc
- Amedeo Trilli

- Jean-Pierre Castaldi : Un revendeur de chocolat

## Filmographie d'Angélique
La série des Angélique, qui comporte cinq films réalisés par Bernard Borderie, a été un énorme succès commercial lors de sa sortie et plusieurs dizaines de fois rediffusée à la télévision depuis.
- 1964 : Angélique, Marquise des anges
- 1965 : Merveilleuse Angélique
- 1966 : Angélique et le Roy
- 1967 : Indomptable Angélique
- 1968 : Angélique et le Sultan

## Par rapport aux romans de Serge et Anne Golon
Le Roman dont est tiré le film est intitulé "Angélique, le chemin de Versailles" fait suite à "Angélique, Marquise des Anges". Le roman débute quand Angélique se retrouve à la Cour des miracles réfugiée auprès de Nicolas après que son mari le Comte Joffrey de Peyrac est mort sur le bûcher. Le roman est divisé en deux tomes : le film reprend plus ou moins le roman. Il raconte l'(ré)ascension sociale d'Angélique Morens, qui va successivement vivre à la Cour des Miracles, sauver ses deux enfants, se racheter de sa déchéance de ribaude pour devenir une bourgeoise respectable, grâce au commerce du chocolat, à Paris. Un personnage rémanent, David, qui l'invite en bord de Seine au Moulin de Javel, que l'on retrouvera plus tard dans les aventures d'Angélique ne fait pas partie de la distribution. Il réalise qu'il n'a aucune chance auprès de cette jeune noble, qui n'est pas la petite bourgeoise qu'elle semble être... Comme le personnage de Desgrez, qui n'est pas tout à fait "l'ami bienveillant" comme dans le film mais plutôt un amant brutal et viril, sentant le tabac, qui "ne peut pas se faire des souvenirs au-dessus de ses moyens" dans le film mais a une relation sentimentale avec Angélique dont il tombe amoureux. Le personnage va également devenir rémanent dans les romans, jusqu'en Acadie. Desgrez est un personnage authentique. Enfin , la relation amoureuse qu'elle noue avec Philippe Duplessis-Bellière n'a rien à voir avec la mièvrerie exposée dans le film. C'est une relation très complexe, un amour-passion qui a des ramifications dans les tomes suivants dont Indomptable Angélique et Angélique se révolte. Par exemple elle a un enfant, Charles Henri avec son cousin Philippe, qui sera tué dans les romans suivants...